# Resolució 1020 del Consell de Seguretat de les Nacions Unides
La Resolució 1020 del Consell de Seguretat de les Nacions Unides fou adoptada per unanimitat el 10 de novembre de 1995. Després de recordar totes les resolucions sobre la situació a Libèria, particularment la 1001 (1995), el Consell va examinar l'aplicació del procés de pau durant la Primera Guerra Civil liberiana i es va ajustar el mandat de la Missió d'Observació de les Nacions Unides a Libèria (UNOMIL) per a incloure altres funcions.
El Consell va prendre nota dels avenços a Libèria pel restabliment de l'alto el foc, la instal·lació del Consell d'Estat i el calendari acordat en el procés de pau fins a les eleccions. També va assenyalar que les parts estaven més decidides a treballar per a la restauració de la pau. Hi va haver preocupació per les violacions de l'alto el foc i els retards en la dissolució de les tropes.
El mandat de la UNOMIL va ser llavors modificat de la següent manera:
(a) donar suport als esforços del Govern Nacional de Transició de Libèria (LNTG) i la Comunitat Econòmica dels Estats de l'Àfrica Occidental en l'aplicació dels acords de pau;
(b) investigar les violacions de l'alto el foc i recomanar mesures per prevenir esdeveniments futurs;
(c) supervisar el compliment dels components militars dels acords de pau, incloses la separació de les forces, desarmament i l'observança de l'embargament d'armes;
(d) contribuir al manteniment dels llocs d'assemblea i implementar un programa de desmobilització;
(e) donar suport a activitats humanitàries;
(f) informar de les violacions dels drets humans al Secretari General;
(g) observar el procés electoral.
El nombre d'observadors militars de l'UNOMIL era de 160. Es va instar a totes les parts a posar en pràctica les disposicions de l'acord d'Abuja, mentre que al govern de transició se li va demanar que prengués mesures per evitar més violacions de l'alto el foc. A tots els països se'ls va recordar que observessin l'embargament d'armes imposat a Libèria per la Resolució 788 (1992), informant-ne de totes les violacions al Comitè establert en la Resolució 985 (1995).
Es va demanar al Grup de Monitorització de l'Organització Econòmica de l'Àfrica Occidental (ECOMOG) que proporcionés seguretat al personal de la UNOMIL. En aquest sentit, tots els partits liberians van ser convidats a respectar l'estatut de les forces de manteniment de la pau i respectar el dret internacional humanitari. La repatriació dels refugiats havia de ser millor coordinada. Finalment, es va demanar al Secretari General Boutros Boutros-Ghali que presentés un informe del progrés al Consell abans del 15 de desembre de 1995.